# Ascorhynchus simplex
Ascorhynchus simplex is een zeespin uit de familie Ascorhynchidae. De soort behoort tot het geslacht Ascorhynchus. Ascorhynchus simplex werd in 1991 voor het eerst wetenschappelijk beschreven door Nakamura & Child. 